# Iliona
Nella mitologia greca,  Ilìona  era il nome di una delle figlie di Ecuba e Priamo, il cui mito fu trattato nella omonima tragedia di Pacuvio.

## Il mito
Polimestore, re della Tracia ebbe in moglie Iliona, alla quale venne affidato uno dei suoi fratelli, Polidoro. Nel frattempo era scoppiata la guerra di Troia. Iliona aveva avuto dal marito un figlio, Deipilo che negli anni era diventato un ragazzino. La donna, temendo l'agire di suo marito decise di scambiare suo figlio con suo fratello. Polimestore dopo aver stretto patti con Agamennone decise di uccidere Polidoro ma alla fine uccise il loro figlio Deipilo. Iliona alla fine uccise il proprio marito, anche se un'altra versione vede Polidoro come assassino. Secondo altri autori il re riuscì a uccidere Polidoro, ma questi venne vendicato da Iliona e da Ecuba.
In seguito Iliona vedendo le continue disgrazie che ricadevano sui suoi parenti che tanto amava decise di uccidersi.

### Fonti
- Igino, Fabulae 109, 240, 243,254
- Anna Ferrari, Dizionario di mitologia, Torino, UTET, 2006, ISBN 88-02-07481-X.